# Boomkat
Boomkat es un dúo de música electrónica y pop estadounidense, compuesto por Taryn Manning y su hermano Kellin. El grupo lanzó su álbum debut Boomkatalog.One en 2003, y su segundo álbum A Million Trillion Stars en 2009. El primer sencillo The Wreckoning alcanzó el puesto #1 en la lista Hot Dance Music / Club Play.
Taryn también es actriz, habiendo aparecido en televisión en "Orange Is the New Black", CSI: Miami y Boston Public, así como las películas Crazy / Beautiful, Crossroads, Hustle & Flow, y 8 Mile.

## Género e influencias
Boomkat es el resultado de muchas influencias diferentes, "desde The Beatles a A Tribe Called Quest pasando por Motown, Depeche Mode u Oasis", según Kellin Manning.

## Historia
Inicialmente la banda firmó un contrato con Randy Jackson, productor de American Idol, pero el acuerdo fracasó por razones desconocidas. En una entrevista de octubre de 2005 aparecida en la revista Nylon, Taryn mencionó que Boomkat estaría de vuelta con el tiempo, y que ella estaba escribiendo canciones para el nuevo álbum que publicarían una vez que encontraran otro sello discográfico.
Después de esta retirada temporal del mundo de la música, Boomkat lanzó su primer sencillo en cuatro años, llamado "Runaway". El video musical se estrenó en su canal oficial de YouTube y la página de MySpace de Taryn Manning el 8 de abril de 2008. En junio de 2008 el segundo álbum de Boomkat A Million Trillion Stars pasó a estar a la venta a través de Internet. Boomkat se preparó para actuar en el Indie Fest USA 2008 el 15 de agosto de 2008, para apoyar la promoción de su álbum, pero tuvo que cancelar el concierto debido a "problemas familiares", según Taryn Manning escribió en MySpace. El 3 de marzo de 2009, sus primer sencillo oficial, "Run Boy" fue lanzado junto con un videoclip. El sencillo se estrenó en People.com y recibió críticas positivas en general. A Million Trillion Stars fue lanzado oficialmente en las tiendas el 10 de marzo de 2009 por el sello discográfico independiente, Little Records Vanilla. La empresa de grabación de Boomkat, Little Records Vanilla, es propiedad de Taryn Manning. Su segundo sencillo, "Stomp", junto con un videoclip, fue lanzado el 21 de julio de 2009. Boomkat también ha filmado un video musical no oficial para su canción "Don't Be So Shy". El video musical se estrenó en su canal oficial de YouTube el 2 de septiembre de 2009. Boomkat se fue de gira en 2008 y 2009 para promover su nuevo álbum. Su canción "Burn" fue incluida en el reality de la MTV, The Hills el 27 de octubre de 2009.
En septiembre de 2009, Taryn Manning lanzó su primer sencillo en solitario, So Talented. El 28 de octubre de 2009, anunció que estaba trabajando en el tercer álbum de Boomkat.
El quinto video de su disco A Million Trillion Stars se estrenó en MySpace el miércoles 17 de febrero de 2010.

## Discografía
- Boomkatalog.One (2003)
- A Million Trillion Stars (2009)

## Miembros de la banda
- Taryn Manning (2003 - actualidad)
- Kellin Manning (2003 - actualidad)

### Miembros de la banda en directo
- Jeremy Faccone
- Ryan Walker
- Front Row